# Championnat d'Angleterre de football 1988-1989
Navigation
Édition précédente Édition suivante
La 90e édition du championnat d'Angleterre de football est remportée par Arsenal FC. C'est la neuvième victoire du club londonien dans la compétition.
Le hasard du calendrier a fait se rencontrer lors de la dernière journée, les clubs de Liverpool FC et d'Arsenal FC encore en lice pour le titre. Le club londonien doit alors gagner par deux buts d'écart pour espérer ravir le titre à Liverpool FC. Grâce à une victoire deux à zéro à Anfield Road acquise dans les dernières secondes du match à la suite d'un but de Michael Thomas, Arsenal FC est alors sacré au nombre de buts marqués. L’écart avec le troisième est important, douze points séparent les deux premiers de leurs suivant immédiat Nottingham Forest. 
Aucun club anglais ne se qualifie pour les coupes européennes, ceux-ci étant bannis à la suite du Drame du Heysel.
Le système de promotion/relégation est modifié : descente et montée automatique, sans matchs de barrage pour les trois derniers de première division et les deux premiers de deuxième division, poule de play-off pour les troisième à sixième de la division 2 pour la dernière place en division 1. À la fin de la saison Newcastle United, West Ham United et Middlesbrough FC, sont relégués en deuxième division. Ils sont remplacés par Chelsea FC, Manchester City et Crystal Palace après play-off.
L'attaquant anglais Alan Smith, d'Arsenal FC, termine meilleur buteur du championnat avec 23 réalisations.

## Les clubs de l'édition 1988-1989
| Club                              | Ville            |
| --------------------------------- | ---------------- |
| Arsenal Football Club             | Londres          |
| Aston Villa Football Club         | Birmingham       |
| Charlton Athletic Football Club   | Londres          |
| Coventry City Football Club       | Coventry         |
| Derby County Football Club        | Derby            |
| Everton Football Club             | Liverpool        |
| Liverpool Football Club           | Liverpool        |
| Luton Town Football Club          | Luton            |
| Manchester United Football Club   | Manchester       |
| Middlesbrough Football Club       | Middlesbrough    |
| Millwall Football Club            | Londres          |
| Newcastle United Football Club    | Newcastle United |
| Norwich City Football Club        | Norwich          |
| Nottingham Forest Football Club   | Nottingham       |
| Queens Park Rangers Football Club | Londres          |
| Sheffield Wednesday Football Club | Sheffield        |
| Southampton Football Club         | Southampton      |
| Tottenham Hotspur Football Club   | Londres          |
| West Ham United Football Club     | Londres          |
| Wimbledon Football Club           | Londres          |

## Classement
| Rang | Équipe              | Pts | J  | G  | N  | P  | Bp | Bc | Diff |
| ---- | ------------------- | --- | -- | -- | -- | -- | -- | -- | ---- |
| 1    | Arsenal             | 76  | 38 | 22 | 10 | 6  | 73 | 36 | +37  |
| 2    | Liverpool T S C     | 76  | 38 | 22 | 10 | 6  | 65 | 28 | +37  |
| 3    | Nottingham Forest L | 64  | 38 | 17 | 13 | 8  | 64 | 43 | +21  |
| 4    | Norwich City        | 62  | 38 | 17 | 11 | 10 | 48 | 45 | +3   |
| 5    | Derby County        | 58  | 38 | 17 | 7  | 14 | 40 | 38 | +2   |
| 6    | Tottenham Hotspur   | 57  | 38 | 15 | 12 | 11 | 60 | 46 | +14  |
| 7    | Coventry City       | 55  | 38 | 14 | 13 | 11 | 47 | 42 | +5   |
| 8    | Everton             | 54  | 38 | 14 | 12 | 12 | 50 | 45 | +5   |
| 9    | Queens Park Rangers | 53  | 38 | 14 | 11 | 13 | 43 | 37 | +6   |
| 10   | Millwall P          | 53  | 38 | 14 | 11 | 13 | 47 | 52 | -5   |
| 11   | Manchester United   | 51  | 38 | 13 | 12 | 13 | 45 | 35 | +10  |
| 12   | Wimbledon FC        | 51  | 38 | 14 | 9  | 15 | 50 | 46 | +4   |
| 13   | Southampton         | 45  | 38 | 10 | 15 | 13 | 52 | 66 | -14  |
| 14   | Charlton            | 42  | 38 | 10 | 12 | 16 | 44 | 58 | -14  |
| 15   | Sheffield Wednesday | 42  | 38 | 10 | 12 | 16 | 34 | 51 | -17  |
| 16   | Luton Town          | 41  | 38 | 10 | 11 | 17 | 42 | 52 | -10  |
| 17   | Aston Villa P       | 40  | 38 | 9  | 13 | 16 | 45 | 56 | -11  |
| 18   | Middlesbrough P     | 39  | 38 | 9  | 12 | 17 | 44 | 61 | -17  |
| 19   | West Ham            | 38  | 38 | 10 | 8  | 20 | 37 | 62 | -25  |
| 20   | Newcastle United    | 31  | 38 | 7  | 10 | 21 | 32 | 63 | -31  |

Champion d'Angleterre
- 1er : Champion

Relégation
- 19e et 20e : relégation en Second Division

Abréviations
- T : Tenant du titre
- C : Vainqueur de la FA Cup 1988-1989
- L : Vainqueur de la Coupe de la Ligue 1988-1989
- S : Vainqueur du Charity Shield 1988
- P : Promu de Second Division 1988-1989

## Affluences
| #  | Club                | Stade           | Affluence moyenne sur la saison | Variation |
| -- | ------------------- | --------------- | ------------------------------- | --------- |
| 1  | Liverpool FC        | Anfield         | 38 706                          | - 1,1 %   |
| 2  | Manchester United   | Old Trafford    | 36 474                          | + 7,8 %   |
| 3  | Arsenal FC          | Highbury        | 35 593                          | + 19 %    |
| 4  | Everton FC          | Goodison Park   | 27 787                          | + 0,1 %   |
| 5  | Tottenham Hotspur   | White Hart Lane | 24 469                          | - 5,6 %   |
| 6  | Aston Villa         | Villa Park      | 23 310                          | D2        |
| 7  | Newcastle United    | St James' Park  | 22 815                          | + 8,3 %   |
| 8  | Nottingham Forest   | City Ground     | 20 785                          | + 5,7 %   |
| 9  | West Ham United     | Upton Park      | 20 743                          | + 4,8 %   |
| 10 | Sheffield Wednesday | Hillsborough    | 20 035                          | + 1,2 %   |
| 11 | Middlesbrough FC    | Ayresome Park   | 19 985                          | D2        |
| 12 | Derby County        | Baseball Ground | 17 714                          | + 3,2 %   |
| 13 | Norwich City        | Carrow Road     | 16 783                          | + 5,3 %   |
| 14 | Coventry City       | Highfield Road  | 16 061                          | - 8,3 %   |
| 15 | Southampton FC      | The Dell        | 15 584                          | - 7,2 %   |
| 16 | Millwall FC         | The Den         | 15 470                          | D2        |
| 17 | Queens Park Rangers | Loftus Road     | 12 355                          | - 6,9 %   |
| 18 | Charlton Athletic   | Selhurst Park   | 9 419                           | + 8,5 %   |
| 19 | Luton Town          | Kenilworth Road | 9 356                           | + 16,4 %  |
| 20 | Wimbledon FC        | Plough Lane     | 7 768                           | - 2,8 %   |

## Bilan de la saison
| Tableau d'Honneur                          |                   |
| Compétition                                | Vainqueur         |
| Championnat d'Angleterre de football       | Arsenal FC        |
| Coupe d'Angleterre de football             | Liverpool FC      |
| Coupe de la Ligue d’Angleterre de football | Nottingham Forest |
| Charity Shield                             | Liverpool FC      |

| Promotions et relégations |                                                   |
| Promus                    | Chelsea FC Manchester City Crystal Palace         |
| Relégués                  | Newcastle United West Ham United Middlesbrough FC |

## Meilleur buteur
Avec 23 buts, Alan Smith, qui joue à Arsenal FC, remporte son unique titre de meilleur buteur du championnat.